# Marco Barbo
Marco Barbo, le cardinal de Vicenza, le cardinal d'Aquilée (né à Venise, Italie, en 1420, et mort à Rome, le 2 mars 1491) est un cardinal italien du XVe siècle. Il est un neveu du pape Paul II.

## Repères biographiques

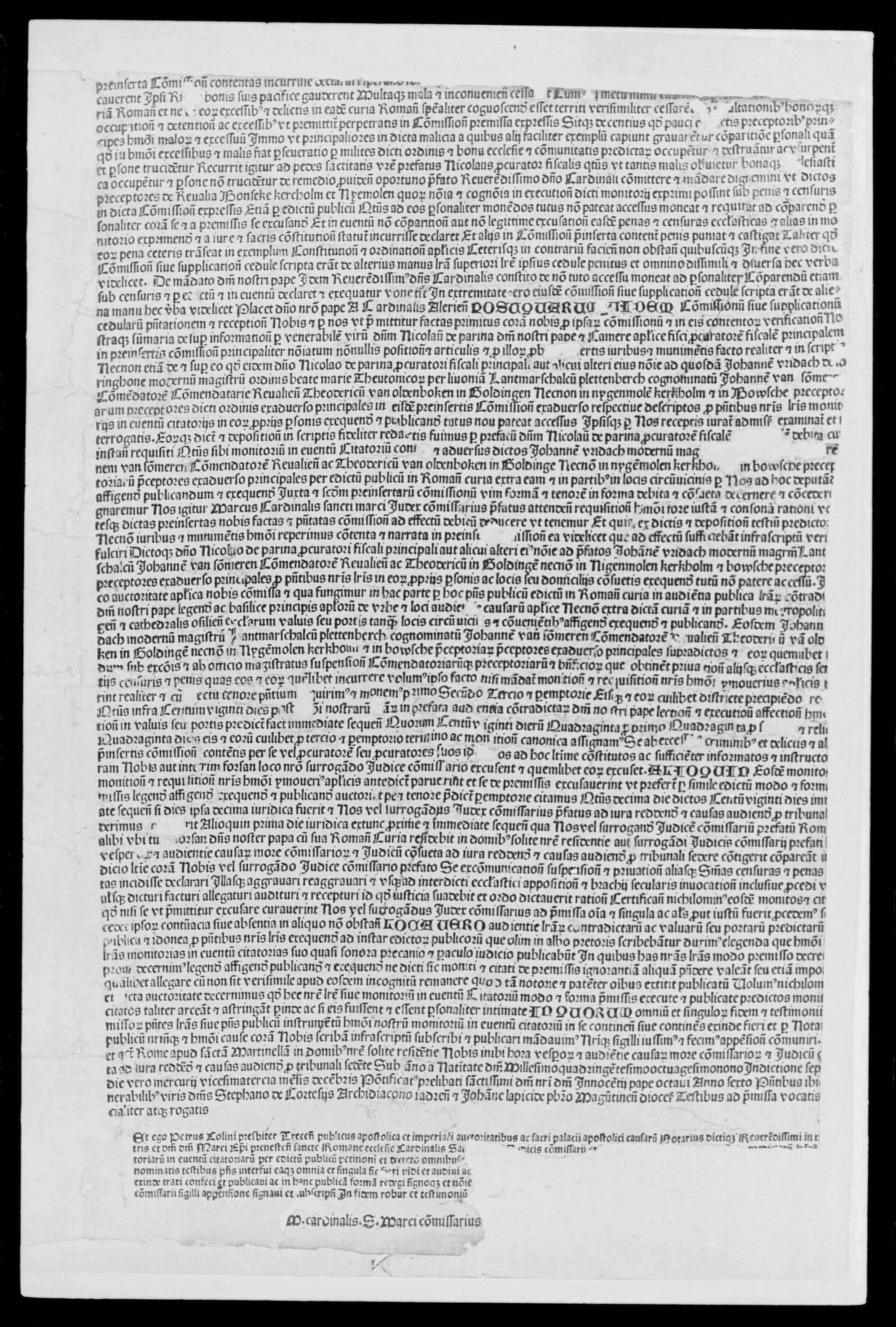
Instrument de sommation contre Johannes Vridach, Johannes von Sommeren, le commandeur de Reval et leurs associés, 1490.

Marco Barbo est sacré évêque de Trévise en 1455 et transféré à Vicence en 1464. Il est créé cardinal par le pape Paul II, son oncle, lors du consistoire du 18 septembre 1467. Le cardinal Barbo est promu patriarche d'Aquilée en 1470. Il est légat en Allemagne, en Hongrie et en Pologne, et cherche activement des supports pour la croisade contre les Turcs. En 1478, il est nommé camerlingue du Sacré Collège.
Le cardinal Barbo participe aux conclaves de 1471 (élection de Sixte IV) et de 1484 (élection d'Innocent VIII). C'est un ecclésiastique très érudit, qui a possédé une remarquable et excellente bibliothèque.